# Ефект Зейгарнік
Ефект Зейгарнік — психологічний ефект, котрий полягає у тому, що людина краще запам'ятовує матеріал, що стосується незавершених справ, ніж тих, що вже добігли кінця.

## Історія
Блюма Вульфівна Зейгарнік, молода литовська єврейка, з 1922 року стажувалася в Берліні у видатного психолога Курта Левіна. Коли одного разу вони зайшли пообідати в один з популярних невеликих ресторанчиків, де завжди було багато відвідувачів, Зейгарнік підмітила, що офіціант, який приймав замовлення, не зробив ніяких поміток. Замовлення було досить великим, тому її здивувало, коли до столу було подано все, без будь-яких помилок. На зауваження з приводу його дивовижної пам'яті офіціант знизав плечима, сказавши, що він ніколи не записує і ніколи не забуває. Тоді психологи його попросили сказати, що вибрали з меню відвідувачі, яких він обслуговував до них, і які тільки-но пішли з кафе. Офіціант розгубився і зізнався, що зовсім не може згадати їх замовлення. Незабаром виник задум перевірити експериментально, як впливає на запам'ятовування завершеність або незавершеність дії. За цю роботу й взялася Блюма Зейгарнік.

## Експерименти
Досліджуваним пропонувалися для вирішення декілька задач. Час на їх вирішення експериментатором визначався довільно, так
що Блюма Вульфівна могла дозволити випробуваному знайти рішення або в будь-який момент заявити, що час минув і задача не вирішена. Другий етап починався за декілька днів, коли досліджуваних просили пригадати умови тих задач, які пропонувалися їм для вирішення. З'ясувалося, що у випадку, коли задача не була вирішена до кінця, то вона запам'ятовується краще в порівнянні з завданнями, вирішення яких було доведене до кінця. Ця закономірність і отримала назву «ефект Зейгарнік». Можна припустити, що певний рівень емоційної напруги, який не одержав в умовах незавершеної дії розрядки, сприяє збереженню його в пам'яті.
Після Зейгарнік в цьому напрямку працював Поль Фресс. Він дещо змінив методику: досліджуваним пропонували для вирішення 20 задач, але вирішити їм дозволялося лише 10. По завершенню часу досліджуваних запитували про кількість завдань, що їм вдалося вирішити. Виявилося, що люди, впевнені в собі і орієнтовані на успіх, схильні дещо перебільшувати свої досягнення і вважати, що успішно впоралися з більшістю задач. Ті ж, чия самооцінка занижена, схильні скоріше применшувати свої успіхи. Так цей експеримент вилився в цікаву форму особистісної діагностики, а сам ефект Зейгарнік дав початок новим напрямкам наукової думки.

## Сучасна позиція
Існування Ефекту Зейгарник беззаперечне, проте деякі дослідники вважають, що це одне із тих явищ, яке не можливо ефективно та з великою точністю вивчити в лабораторних умовах. Адже воно дуже чутливе до багатьох факторів:
1. Ймовірність прояву ефекту Зейгарник менше, якщо випробуваний, до деякої міри, особисто зацікавлений у виконанні певного завдання. А будь-хто, беззаперечно, зацікавлений в тому, щоб справити краще враження.
2. Ефект проявляється з більшою ймовірністю, якщо переривання завдання не виглядає частиною плану експериментальної гри, що досить важко якісно «сфальсифікувати», коли задач багато.
3. Прояв ефекту найбільш ймовірний в тому разі, коли випробуваний всерйоз налаштувався на виконання незавершеного завдання. Тобто, вийшовши за межі дослідного центру продовжує подумки шукати рішення.

## Фільми
Ефект Зейгарник можуть відчути на собі фанати серіалів та фільмів, які мають логічне завершення або з відкритою кінцівкою. Ефект базується на інтризі, що захоплює глядачів. Мільйони людей, котрі переглядають весь сезон серіалу за добу, навряд чи усвідомлюють, що стали бранцями психологічного ефекту, який добре відомий сценаристам та лежить в основі концепції серійності. Наприкінці кожного епізоду прописується інтригуючий нюанс — він концентрує на собі увагу, змушуючи глядачів із нетерпінням чекати виходу наступної серії.
Також ефект Зейгарник можна відчути на собі і в повсякденному житті. Наприклад, пісні, які мають у собі повтори одних і тих самих рядків запом‘ятовуються краще за інші. В цьому проявляється незавершена дія, яка створює цей ефект. Треба лишень пригадати останні рядки — і вона зникне сама.: